# Ennery (Dolina Oise)
Ennery – miejscowość i gmina we Francji, w regionie Île-de-France, w departamencie Dolina Oise.
Według danych na rok 1990 gminę zamieszkiwało 2037 osób, a gęstość zaludnienia wynosiła 273 osób/km² (wśród 1287 gmin regionu Île-de-France Ennery plasuje się na 481. miejscu pod względem liczby ludności, natomiast pod względem powierzchni na miejscu 521.).